# Hans Roger Madol
Hans Roger Madol, geboren als Gerhard Salomon (geboren 4. April 1903 in Berlin; gestorben 14. November 1956 in London) war ein deutscher Schriftsteller und Antiquar.

## Leben
Gerhard Salomon wuchs als einer von drei Söhnen in einer jüdischen bürgerlichen Familie in Berlin auf. Sein Vater war der Autographenhändler David Salomon (* 30. November 1866 in Nakel, † 18. Februar 1943 im KZ Auschwitz), seine Mutter Minna Rosenau starb vor 1933. Sein älterer Bruder war der Pazifist und Journalist Berthold Jacob Salomon, bekannt als Berthold Jacob. 
Gerhard Salomon absolvierte eine kaufmännische Lehre beim Antiquar Max Perl in der Französischen Straße. Danach versuchte er sich eine Zeit als Lyriker. Er kaufte in größeren Mengen antiquarische deutsche Bücher auf dem englischen Buchmarkt und eröffnete damit am Savignyplatz ein eigenes Buchantiquariat unter dem Namen „Die Serapionsbrüder“. Nachdem das Buchgeschäft in der Inflation von 1923 in Konkurs geraten war, verlegte er sich auf alte Handschriften, die er in Paris erstand, und mischte sich erfolgreich unter eine Gesellschaft von Anbietern und Sammlern. In seiner Handschriftenhandlung fand auch sein Vater eine Beschäftigung.
Im Jahr 1928 veröffentlichte er unter dem Anagramm Hans Roger Madol sein erstes Buch. Es handelt von dem Kind Louis Charles de Bourbon, Sohn des in der Französischen Revolution geköpften französischen Königs, von seinem Verschwinden und über den Prätendenten Karl Wilhelm Naundorff, der sich für ihn ausgab, das Buch verkaufte sich gut. Auch der Handschriftenhandel machte ihn reich, so dass Madol 1929 auf der dänischen Insel Fünen den Herrensitz Gammel Avernæs erwerben konnte. In dem gastfreundlichen Anwesen hatte er, wenn er selbst nicht in Berlin oder Paris arbeitete, häufigen Besuch.
Madol schrieb zwei weitere auf dem Buchmarkt erfolgreiche biographische Bücher, Ferdinand von Bulgarien über den bulgarischen Zaren, das in sechs Sprachen übersetzt wurde, und Godoy über Manuel de Godoy, spanischer Diktator in der Zeit Napoleons. Sein letztes in Deutschland erschienenes Buch Gespräche mit Verantwortlichen enthielt Interviews mit Leopold Berchtold, Joseph Caillaux, Maurice Paléologue, Wilhelm von Schoen, Jules Cambon, Ferdinand von Bulgarien, Boris von Bulgarien, Alexander Fjodorowitsch Kerenski, Francesco Saverio Nitti, Richard von Kühlmann, Austen Chamberlain, Victor Margueritte, Nicolae Jorga, Sixtus von Bourbon-Parma und Tewfik Ruchti bey.
Nach der Machtübergabe an die Nationalsozialisten in Deutschland 1933 machten einige Flüchtlinge bei ihm auf Fünen Station, unter ihnen der Publizist Emil Julius Gumbel und der SPD-Politiker Kurt Heinig. Er hatte auch Verbindung zum Emigranten-Schulheim Østrupgaard. Sein Berliner Schulkamerad Gerhard Breitscheid, Sohn des SPD-Politikers Rudolf Breitscheid, war an der Rettung von zwei Koffern mit Manuskripten von Karl Marx und Friedrich Engels aus dem SPD-Parteiarchiv beteiligt, die kurzzeitig in Madols Berliner Antiquariatsgeschäft abgestellt und dann über die Grüne Grenze nach Dänemark geschmuggelt wurden. 1936 verkaufte er Gut Avernæs und erwarb das Gut Oregaard bei Odense, auch hier nahm er Flüchtlinge auf.
Auch im Exil verfasste er weiterhin biografische Bücher, so auf Dänisch eines über den sogenannten „Schwiegervater Europas“, König Christian IX., und eines über dessen Sohn Prinz Valdemar, der ihm den Archivzugang ermöglicht hatte und mit dem er sich angefreundet hatte. Für die französische Zeitung Vue interviewte er den dänischen Ministerpräsidenten Thorvald Stauning und den nordschleswigschen Politiker Hans Peter Hanssen.
Madol verkaufte seinen Besitz in Dänemark und ging 1939 nach England. Er wurde dort bei Kriegsausbruch als Enemy Alien auf der Isle of Man interniert. Ab 1940 arbeitete er in England und den USA als Presseattaché des vor den Deutschen geflohenen Felix von Bourbon-Parma, Gatte der Großherzogin von Luxemburg.

## Schriften (Auswahl)
Gerhard Salomon

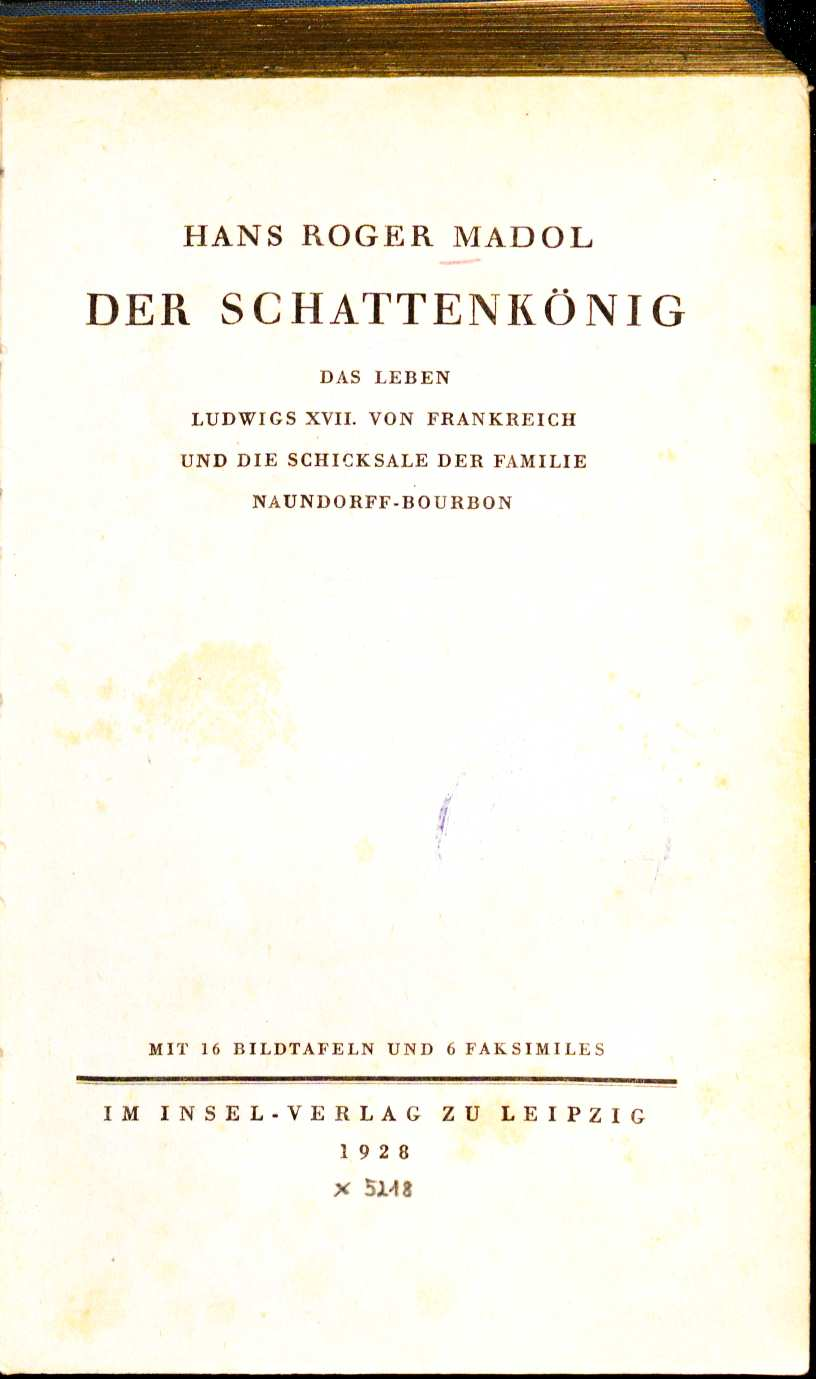
Der Schattenkönig (1928)

- E.T.A. Hoffmann; Bibliographie. Berlin, 1927

Hans Roger Madol
- Melancholie. Gedichte. Berlin:  Der Morgen, 1920
- Weg zum Ich. Gedichte. Berlin: Braga-Gesellschaft, 1920
- Der Schattenkönig. Das Leben Ludwigs XVII. von Frankreich und die Schicksale der Familie Naundorff-Bourbon. Leipzig: Insel-Verlag, 1928
- Ferdinand von Bulgarien : der Traum von Byzanz. Unter Benutzung ungedruckter Akten des Auswärtigen Amtes und des Geheimen Staats-archivs. Berlin: Universitas, 1931
- Godoy. Das Ende des alten Spanien. Der erste Diktator unserer Zeit. Unter Benutzung ungedruckter Akten des französischen Aussenministeriums und des spanischen Nationalarchivs. Berlin: Universitas, 1932
- Gespräche mit Verantwortlichen. Berlin: Universitas, 1933
- Christian IX, Europas svigerfader. Kopenhagen, Gyldendalske boghandel Nordisk forlag, 1936
- Kongernes Onkel; Prins Valdemars Erindringer. Kopenhagen: Berlingske Forlag, 1938
- The league of London: A book of interviews with Allied sovereigns and statesmen. London: Hutchinson, 1942
- Prins Georg af Grækenland; erindringer. Kopenhagen: Berlingske Forlag, 1954